# Modravské slatě

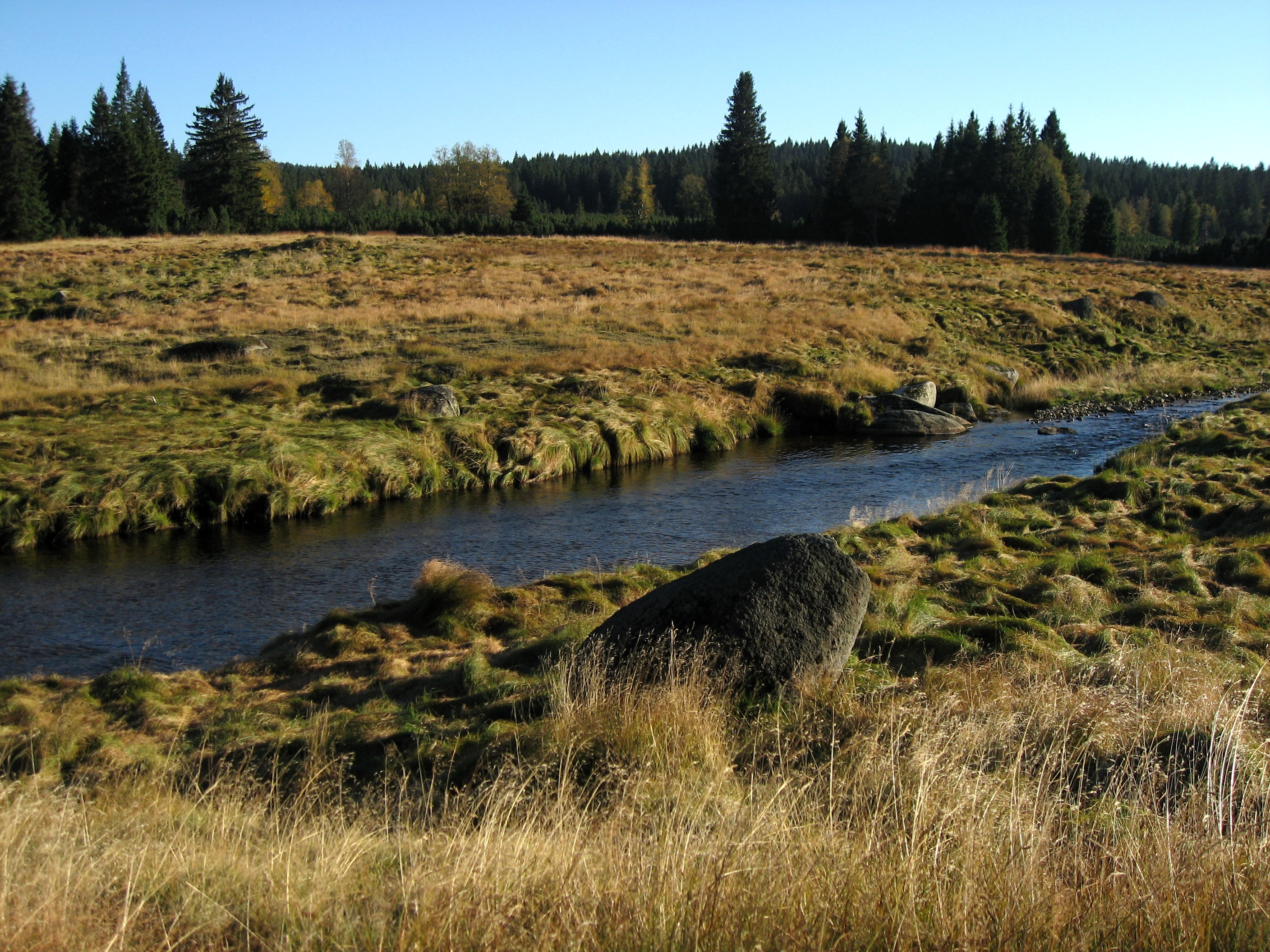
Modravské slatě

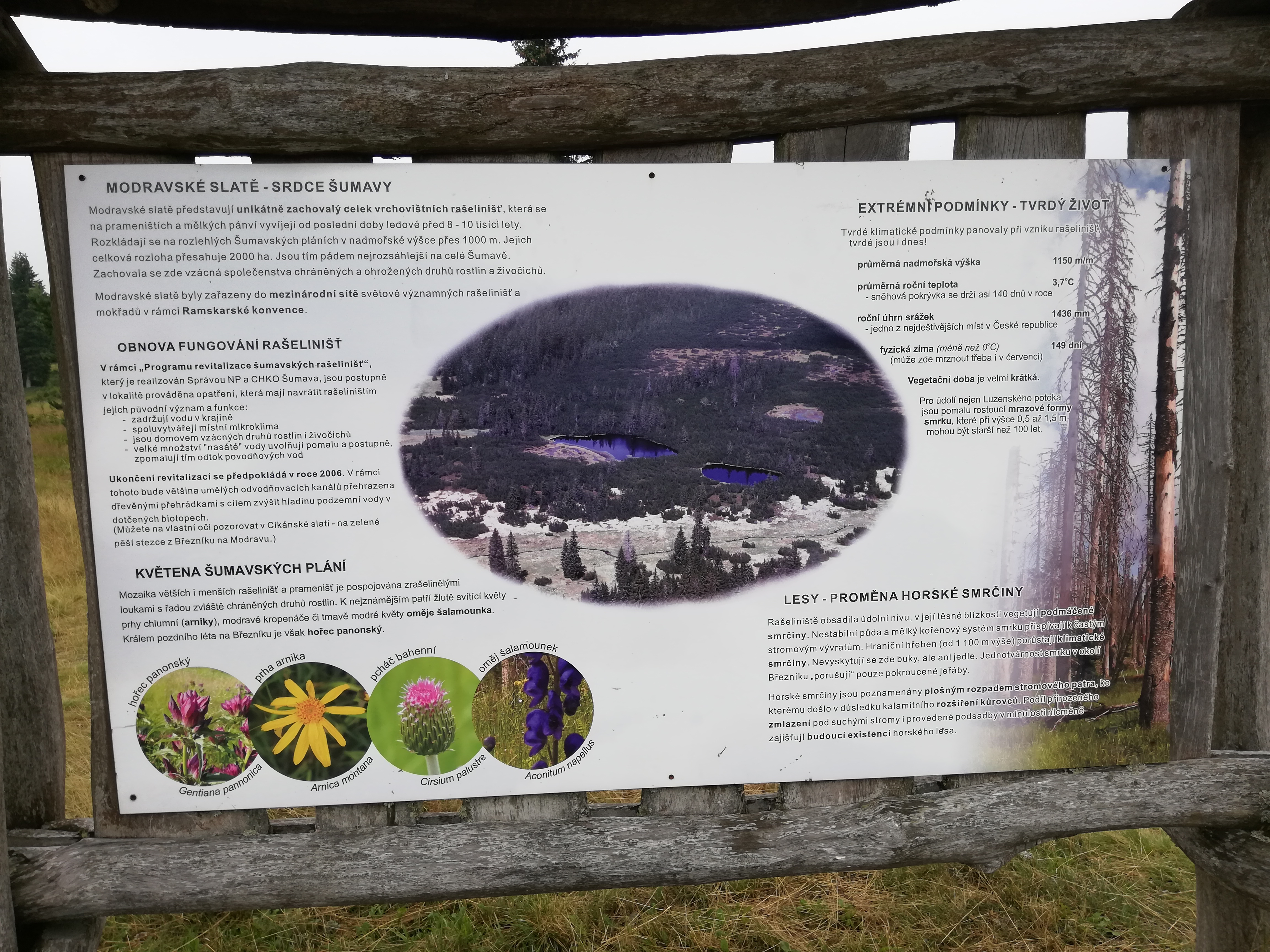
Informační tabule: Modravské slatě

Modravské slatě jsou přírodní památka na území obce Modrava v Národním parku Šumava. Jsou největším komplexem rašelinišť na Šumavě, který je však z většiny veřejnosti nepřístupný. Modravské slatě reprezentují unikátně zachovalý celek vrchovištních rašelinišť, která se na prameništích a mělkých pánvích vyvíjela od poslední doby ledové (před 8 až 10 tisíci lety). Jejich celková rozloha činí více než 2000 hektarů. Jedná se o první zónu Národního parku Šumava, která zde chrání především jedinečnou vegetaci a faunu. Žije zde ohrožený tetřev hlušec, rys ostrovid nebo myšivka horská. Modravské slatě byly zařazeny do mezinárodní sítě světově významných rašelinišť a mokřadů v rámci tzv. Ramskarské konvence.

## Popis
Modravské slatě jsou nejvýše položenou část Šumavských plání v pramenné oblasti řeky Vydry mezi Modravou a česko–německou státní hranicí. Jedná se o území rozkládající se v nadmořských výškách kolem 1000 metrů na návětrné straně Šumavy, kde panuje vlhké podnebí s vysokým množstvím srážek. Modravské slatě se vyznačují četnými strukturovanými vrchovišti s mnoha jezírky a členitými nelesními plochami. Na celém tomto území jsou rozsáhlé komplexy rašelinných smrčin a podmáčených smrčin. Tyto komplexy jsou většinou obklopeny vrchovišti, které vše propojují ve větší rašelinné celky. Modravská rašeliniště jsou povětšině svahová. Jsou zásobena převážně prosakující vodou a vodou z pramenišť na horním toku řeky Vydry.

## Jednotlivé slatě
Podle starých revírních map se na území Modravských plání nacházelo celkem 28 slatí.
- Rokytská slať
- Roklanská slať
- Přední a Zadní Mlynářská slať
- Šárecká slať
- Novohuťské močály
- Blatenská slať

## Odvodňování
Požadavky na výsadby lesních porostů za účelem pěstování lesů či zakládání nových lesů vedlo v minulosti k neuvážených odvodňovacím zásahům do rašelinových komplexů. Zásahy do vodního režimu (výstavba sítí odvodňovacích příkopů a kanálů) nežádoucím způsobem ovlivnily i vývoj Modravských slatí. Poznatky o důležitosti zadržování vody v krajině, významu vytváření místního mikroklimatu a podstatného zpomalování odtoku povodňových vod, k nimž se dospělo na začátku 21. století, vyústily ke konkrétním revitalizačním opatřením:  původní odvodňovací rýhy byly nově přehrazeny kaskádou dřevěných hrází s cílem opětovně zvýšit hladinu podzemní vody a zadržet vodu v dotčených biotopch na revitalizovaném území.

## Železná opona
Do života Modravských slatí negativně zasáhla i tzv. železná opona. Ta se v 50. a 60. letech dvacátého století táhla (v podobě plotů s drátěnými zátarasy, které byly udržovány od roku 1953 pod životu nebezpečným vysokým elektrickým napětím 3000 až 6000 voltů) napříč rašeliništními komplexy. Železná opona byla po sametové revoluci sice odstraněna (v roce 1991), ale ještě v roce 2019 šlo dohledat na slatích, kromě průseků, i její relikty: dřevěné kůly, keramické izolátory či klubka ostnatých drátů.